# Evolution 1
Evolution 1 ist das Debütalbum der österreichischen Sängerin Pænda. Dieses erschien am 9. Februar 2018 über das Label Wohnzimmer Records.

## Hintergrund
Im Jahr 2016 startete Gabriela Horn ihr Projekt Pænda. Im November 2016 erschien ihre erste Single Waves, welche einige Aufmerksamkeit bekam. Das Lied wurde unter anderem auf dem Jugendsender FM4 gespielt.
2017 unterschrieb sie einen Vertrag beim Musiklabel Wohnzimmer Records. Das Album entstand über zwei Jahre hinweg in Pændas Heimstudio in Wien. Dabei spielte sie die meisten Songs über Nacht ein. Alle Liedtexte und Musik wurden von ihr geschrieben und produziert. Gemischt wurden die Songs von Thomas Pröschl und das finale Mastering übernahm Martin Scheer. Produziert wurde das Album in den Primitive Studios.

## Musik und Texte
Evolution 1 beinhaltet vor allem Elektropopmusik. Die meisten Songs wurden auf dem Keyboard aufgenommen, aber auch andere Instrumente wie Gitarre oder E-Bass befinden sich auf dem Album. Auch Autotune wurde verwendet. Insgesamt befinden sich 12 Lieder auf dem Album. Das Lied Waves findet man als Bonustrack auf dem Album. Alle Lieder wurden von der Interpretin selbst geschrieben und eingespielt. Pænda und Julian Hruza produzierten die Songs.
Titelliste
1. Evolution
2. Iris
3. Paper-Thin
4. Good Girl
5. Cinema
6. Tell Her
7. Identity
8. Chills
9. Plastic Illusions
10. Closer
11. Sign
12. Thrive

Bonustrack: Waves

## Singleauskopplungen
Im November 2016 wurde Waves als erste Single des Albums ausgekoppelt. Die Single bekam einige Aufmerksamkeit und wurde auf verschiedenen Radiosendern gespielt. In den Charts hat sich die Single jedoch nicht platzieren können. Im Jänner 2018 erschien Good Girl als zweite Single. Die zweite Single konnte sich ebenso nicht in den Charts platzieren. Im Mai 2018 erschien mit Paper-Thin die dritte und letzte Single des Albums. Auch diese Single hat sich nicht in den Charts platzieren können. Zu allen drei Singles wurden Musikvideos produziert, welche auf dem offiziellen YouTube-Kanal von Pænda hochgeladen wurden.

## Cover
Das Cover zeigt die Künstlerin vor einem schwarzen Hintergrund. Dabei ist sie mit einem Teil von ihrem Oberkörper zu sehen. Ihre Haare sind blau gefärbt und offen zur Seite gewölbt. Sie sieht den Betrachter mit einem fragwürdigen Blick an. Oberhalb ihres Kopfes steht der Schriftzug des Albums und der Künstlerin. Beides ist in Weiß gehalten. Das Cover vermittelt einen 3D-Effekt. Geschossen wurde das Foto des Albumcovers von Peter Gordebeke. Das Artwork wurde von GH gestaltet.

## Veröffentlichung
Evolution 1 erschien am 2. Februar 2018 über das Label Wohnzimmer Records als CD, Download und auf Streaming-Plattformen.

## Charts
In den österreichischen Charts hat sich das Album nicht platzieren können. Auch Details zu den Verkaufszahlen sind keine bekannt.